# 393P/Spacewatch–Hill
393P/Hill, komet Jupiterove obitelji